# 유창훈
유창훈(1996년 5월 17일 ~ )는 대한민국의 축구 선수로, 포지션은 미드필더이다.